# Kaštelaviken
Kaštelanski Zaljev är en vik i Kroatien. Den ligger i den södra delen av landet, 260 km söder om huvudstaden Zagreb.